# اچ‌ام‌اس ویندیکتیو (۱۸۹۷)
اچ‌ام‌اس ویندیکتیو (۱۸۹۷) (به انگلیسی: HMS Vindictive (1897)) یک کشتی بود که طول آن ۳۴۲ فوت (۱۰۴ متر) بود. این کشتی در سال ۱۸۹۷ ساخته شد.